# Nynäshamns samrealskola
Nynäshamns samrealskola var en realskola i Nynäshamn verksam från 1927 till 1966.

## Historia
Skolan inrättades 1915 som en högra folkskola, vilken 1 januari 1927 ombildades till en kommunal mellanskola. Denna ombildades från 1945 successivt till Nynäshamns samrealskola.
Realexamen gavs från 1928 till 1966.
Som skolbyggnad användes folkskolan som kallas Viaskolan.